# Теодорос Колокотроніс (стадіон)
Стадіон «Теодорос Колокотроніс» (грец. Γήπεδο Θεόδωρος Κολοκοτρώνης) — футбольний стадіон у місті Триполі, Греція, домашня арена ФК «Астерас».
Стадіон побудований та відкритий 1979 року потужністю до 100 сидячих місць. У 2005 році реконструйований та розширений. Споруджено східну трибуну, де розмістилися головний офіс «Астераса», тренажерний зал, роздягальні. 2007 року побудовано західну трибуну, де облаштовано VIP-сектор, конференц-зал. Споруджено окремий фан-сектор на півдні від поля. У 2008 році побудовано північну трибуну, 2010 року — реконструйовано та розширено південну трибуну. Потужність арени становить 7 493 глядачі.
У 2012 році арені присвоєно ім'я Теодороса Колокотроніса, грецького полководця часів війни за незалежність Греції 1821–1829 років, політика та національного героя Греції. 